# حربي الحميري
حربي الحميري هو عالم عربي يمني. عاش بين القرن السابع والثامن الميلادي. كان أحد أساتذة جابر بن حيان.